# Браш Крик (Оклахома)
Браш Крик (енгл. Brush Creek) насељено је место без административног статуса у америчкој савезној држави Оклахома.

## Демографија
По попису из 2010. године број становника је 35, што је 6 (-14,6%) становника мање него 2000. године.
| Група             | 2000.      | 2010.      |
| Белци             | 13 (31,7%) | 17 (48,6%) |
| Афроамериканци    | 0 (0,0%)   | 0 (0,0%)   |
| Азијати           | 0 (0,0%)   | 0 (0,0%)   |
| Хиспаноамериканци | 1 (2,4%)   | 0 (0,0%)   |
| Укупно            | 41         | 35         |